# Claude Cagnasso
Claude Cagnasso (* 24. Oktober 1939 in Maisoncelle-Tuilerie, Département Oise; † 25. Juli 2015 in Montpellier) war ein französischer Jazzmusiker (Trompete, Arrangement).
Cagnasso spielte ab den 1960er-Jahren im Orchester von Sonny Grey (In Concert at the II Festival Internacional de Barcelona). 1969 nahm er mit seiner eigenen Bigband für das Label Vega das Album Head Under Legs auf. Im Bereich des Jazz war er laut Tom Lord zwischen 1967 und 1977 an zehn Aufnahmesessions beteiligt. Er betätigte sich auch als Arrangeur für Künstler wie Beatrice Arnac, Jean-Roger Caussimon, Joe Dassin, Eliana Pittman und Jacques Prévert.